# البطيح (الجميمة)

تعديل مصدري - تعديل

البطيح هي إحدى قرى عزلة مساهر مور بمديرية الجميمة التابعة لمحافظة حجة، بلغ تعداد سكانها 521 نسمة حسب تعداد اليمن لعام 2004.